# Johann Friedrich Karl von Ostein

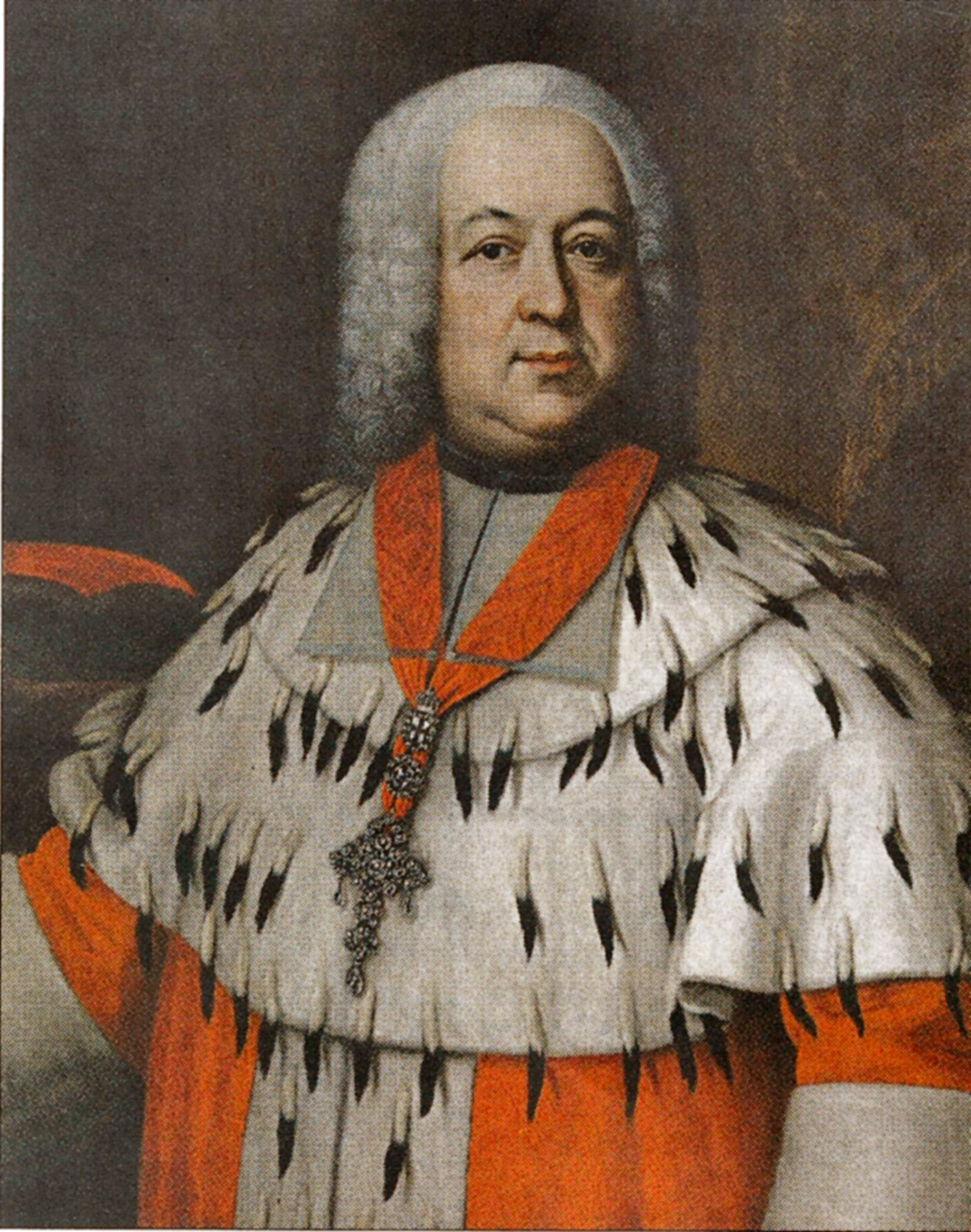
Johann Friedrich Karl von Ostein

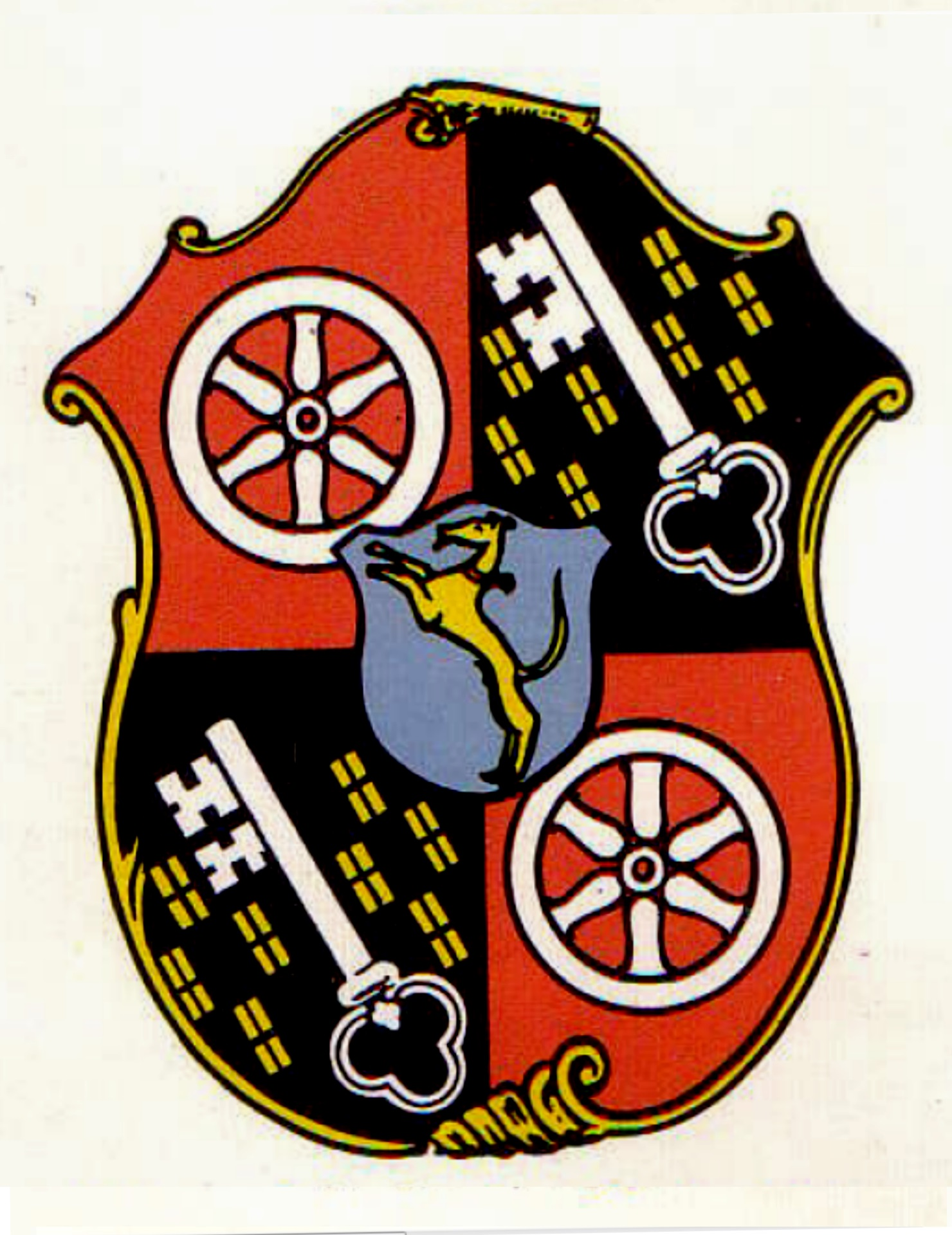
Wappen des Erzbischofs von Mainz und Fürstbischof von Worms

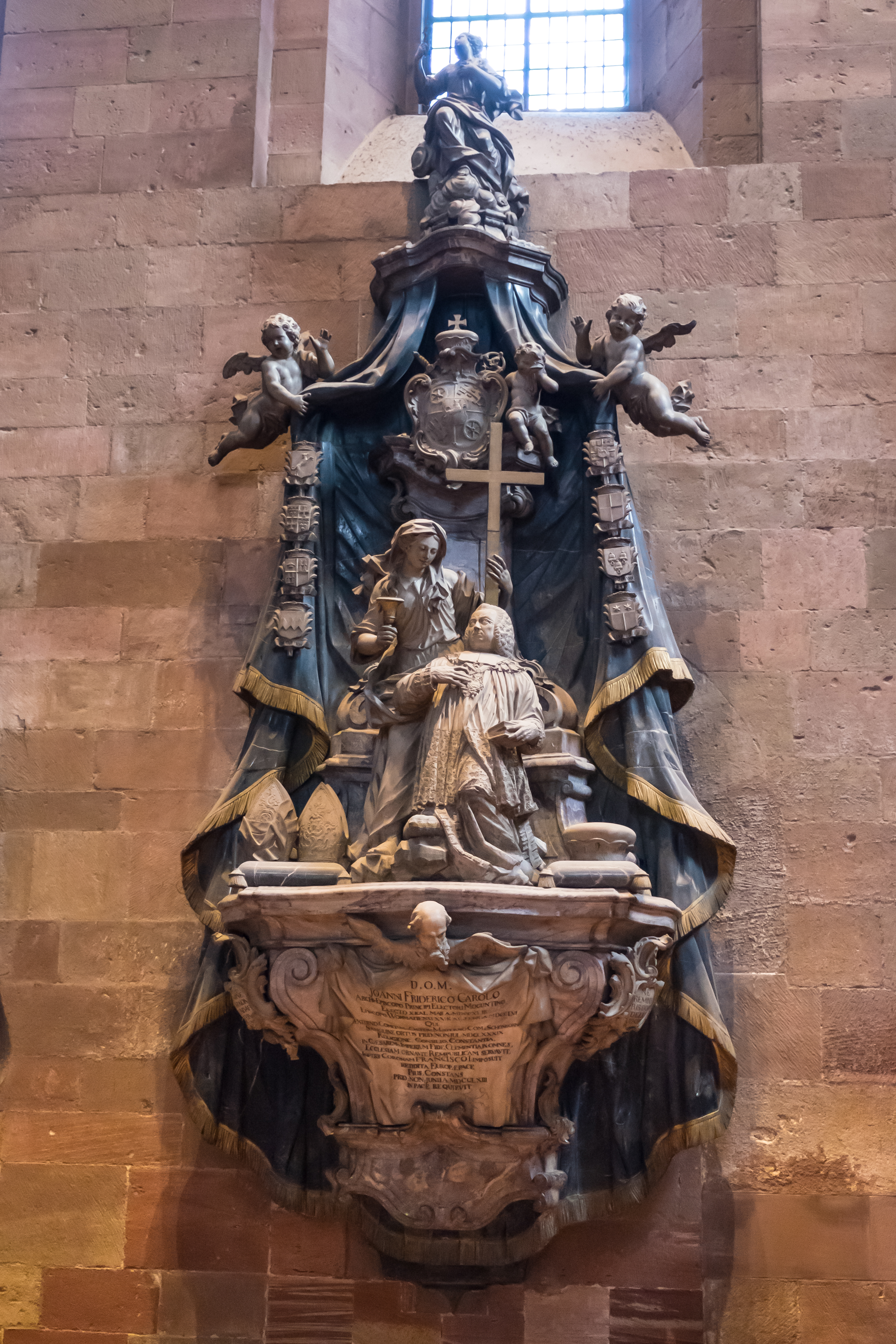
Grabmal von Johann Friedrich Karl von Ostein im Mainzer Dom

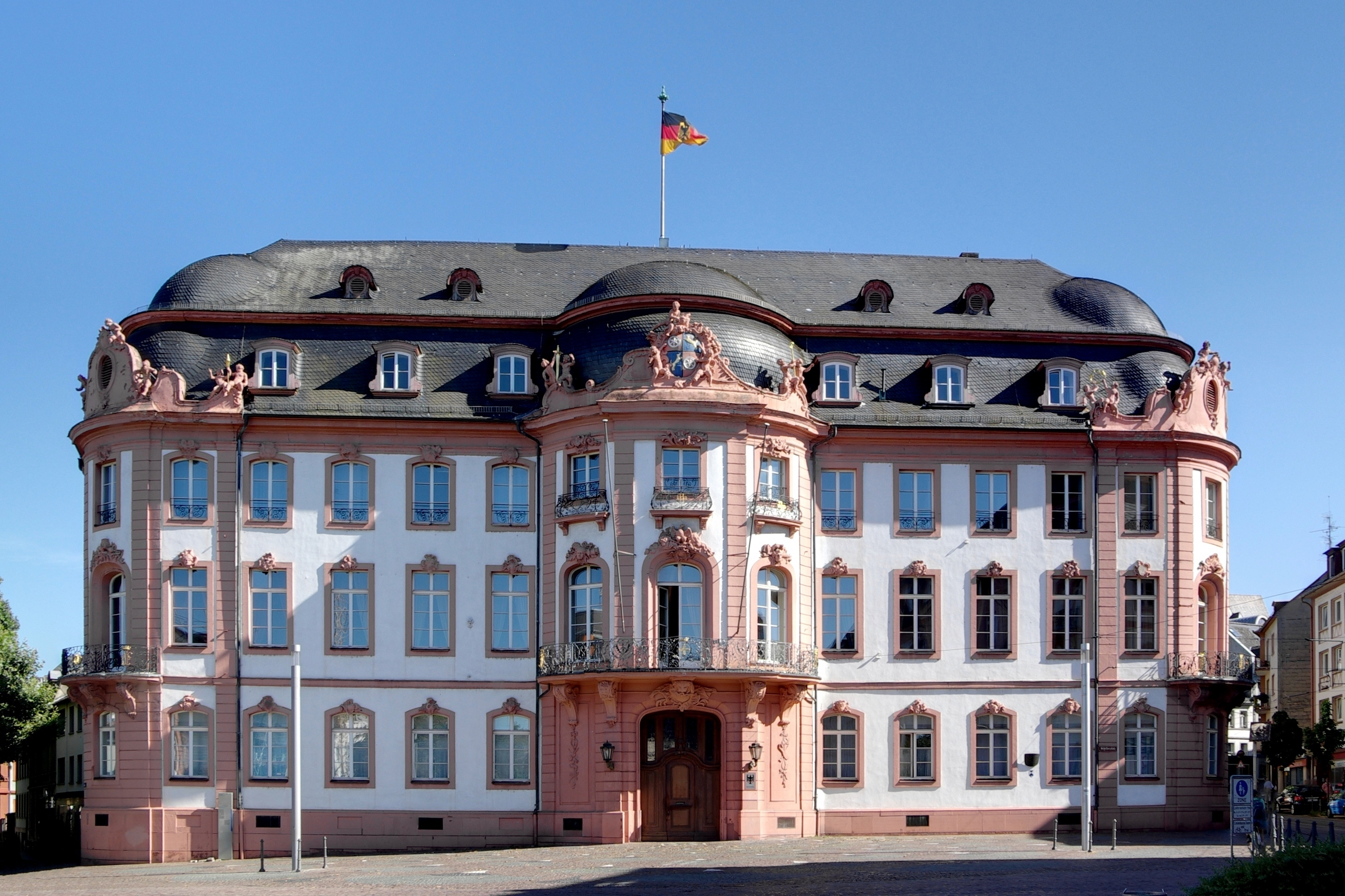
Der Osteiner Hof am Schillerplatz in Mainz

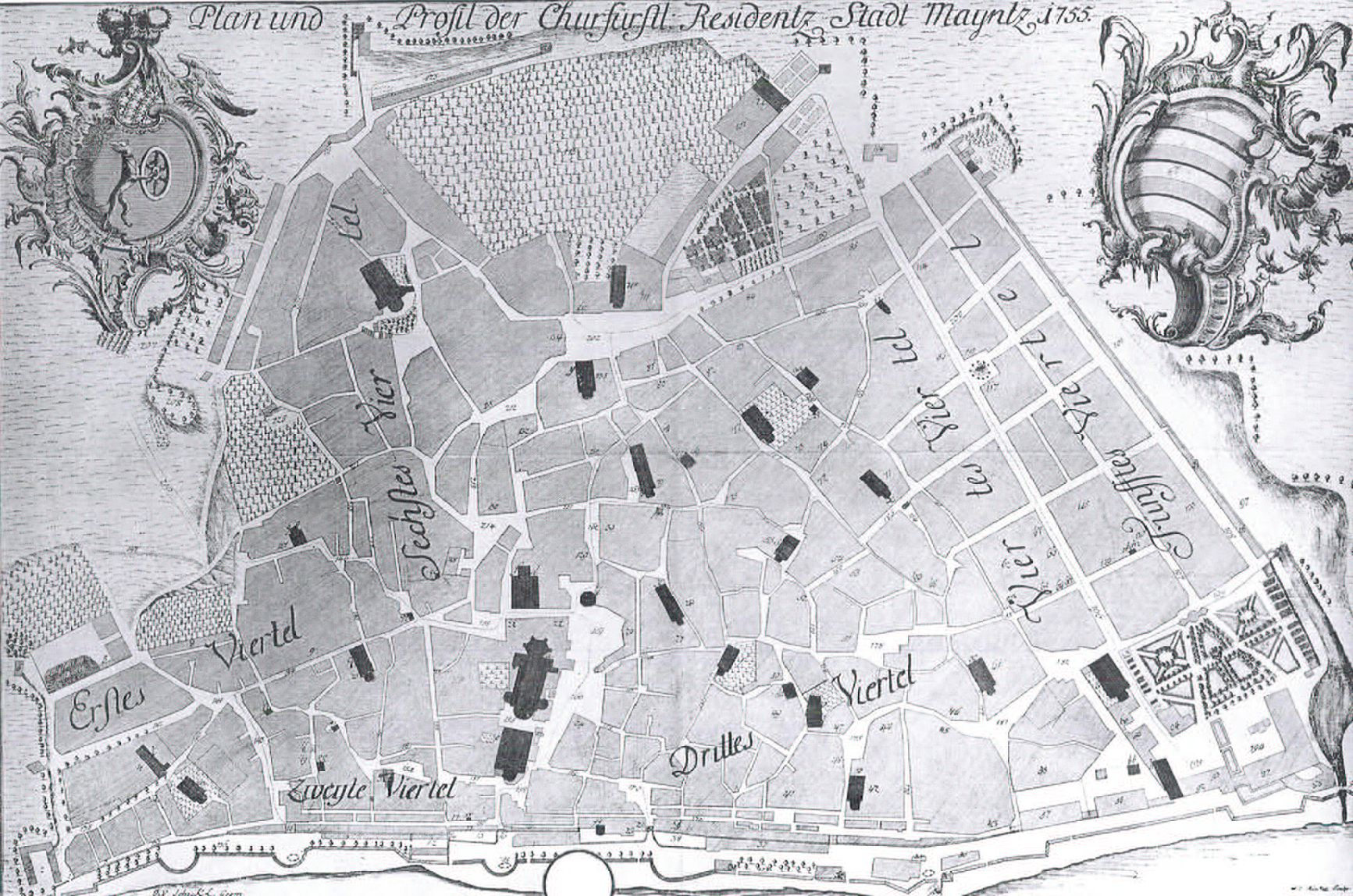
Mainz zur Zeit des Kurfürsten Johann Friedrich Karl von Ostein

Johann Friedrich Karl von Ostein (* 6. Juli 1689 in Amorbach; † 4. Juni 1763 in Mainz) war ein deutscher Geistlicher und Politiker. Über seinen Vater war er seit 1712 im Reichsgrafenstand und seit 1743 Erzbischof und Kurfürst von Mainz sowie Bischof von Worms (seit 1756).

## Literatur

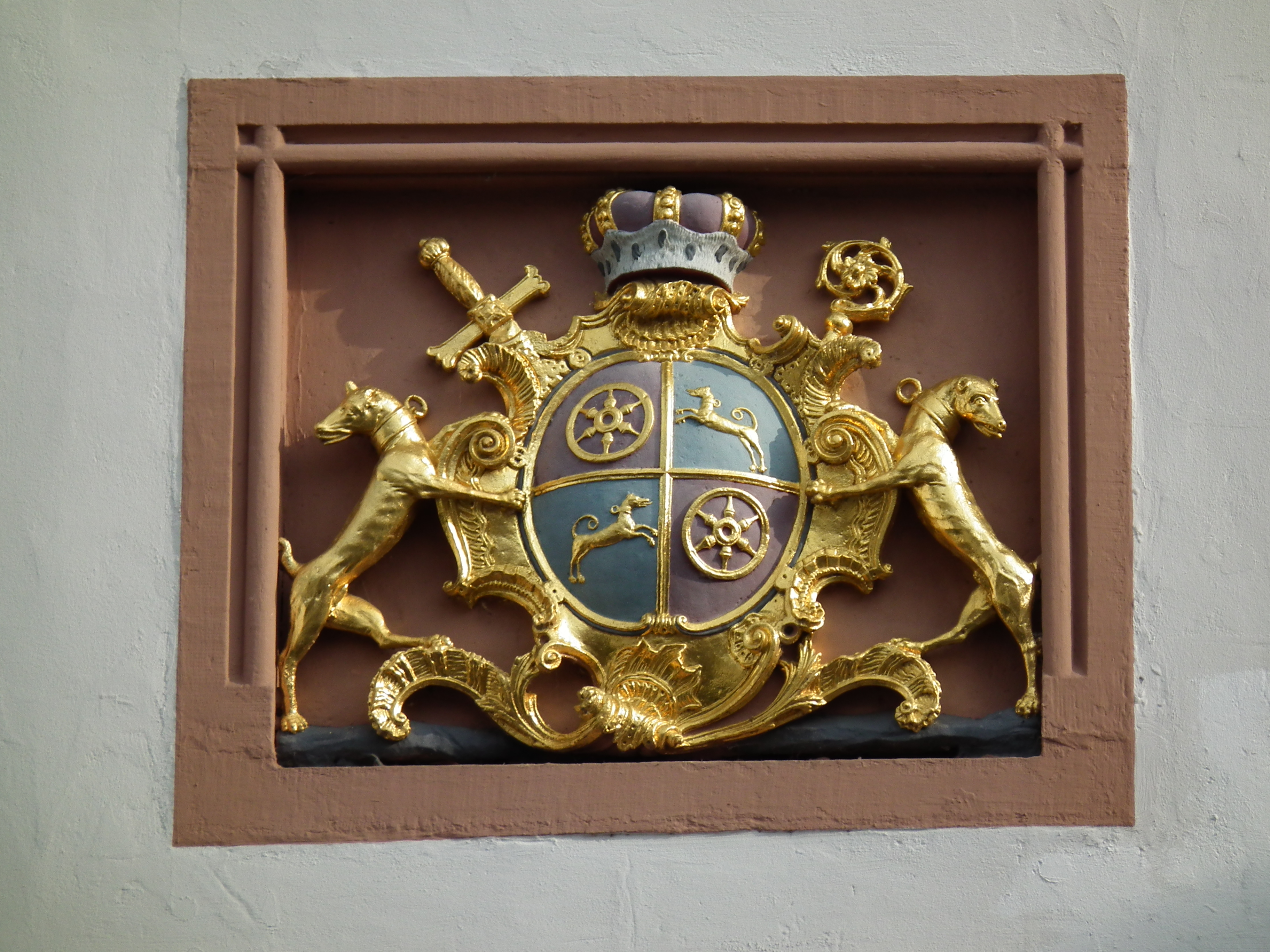
Wappen des Erzbischofs Kurfürst Johann Friedrich Karl Graf von Ostein am Turm des Landratsamts in Heppenheim

## Leben
Johann Friedrich Karl entstammte dem Adelsgeschlecht Ostein und war ein Verwandter des Kurfürsten Erzbischof Lothar Franz von Schönborn und des Mainzer Großhofmeisters Anton Heinrich Friedrich von Stadion. Stadion war die treibende Kraft der Aufklärung an der Kurmainzer Residenz.
Seit 1724 war Johann Friedrich Karl Propst des Frankfurter St. Bartholomäusstifts und ab 1725 Domkustos in Mainz: Am 22. April 1743 wurde er als Kompromisskandidat anstatt Joseph Franz von Kesselstatt zum neuen Erzbischof von Mainz gewählt. Sein Vetter Friedrich von Stadion erlangte unter seinem Pontifikat einen nicht geringen Einfluss auf die politischen und vor allem die kulturellen Geschäfte. Der Erzbischof konnte in der vom Dualismus zwischen Preußen und der Habsburgermonarchie geprägten Zeit kaum eine reichspolitische Rolle spielen. Allerdings gelang es ihm, die tobenden Kriege, wie z. B. den Österreichischen Erbfolgekrieg vom Erzstift fernzuhalten, darüber hinaus vermittelte er den Füssener Friedensvertrag vom 22. April 1745 zwischen Österreich und Bayern. Den daraufhin zum Kaiser gewählten Franz Stephan von Lothringen krönte er als Franz I. am 4. Oktober 1745. Dieser blieb jedoch farblos und stärkte so die Ambitionen der Preußen, die unter Friedrich dem Großen 1756 den Siebenjährigen Krieg begannen. Der Kurstaat Mainz schloss sich den Truppen gegen die Preußen an, musste jedoch nach der Besetzung Erfurts hohe Kontributionszahlungen leisten, welche die Finanzen des Kurstaates ruinierten. Ostein entschloss sich daher nach weiteren Niederlagen der Verbündeten 1757 zur Neutralität, was ihm weiteren Einfluss auf die Reichspolitik fast unmöglich machte.
Wichtiger im Pontifikat Johann Friedrich Karls war der innere Reformprozess im Erzbistum, der unter seinem Nachfolger Emmerich Joseph von Breidbach zu Bürresheim noch intensiviert wurde. Initiator dieses Prozesses war nicht der Erzbischof, sondern Friedrich von Stadion, der unter Ostein als Erster Staatsminister fungierte. Es folgten Reformen in der Wirtschaft und der Verwaltung, sowie eine Wiederbelebung des Messewesens. 1755 wurde als Reform des Rechtswesens das „Kurmainzer Landrecht“ erlassen, 1758 folgte die Reform des Schulwesens. Ostein berief das „Institut Beatae Mariae Virginis“ nach Mainz. Diese von der Engländerin Maria Ward gegründete Ordensgemeinschaft leitete ab 1752 die schulische Unterweisung der Mädchen und ist bis zum heutigen Tag unbehelligt von Revolution und Säkularisation in der Maria Ward-Schule in Mainz tätig. Auch die Universität wurde vom Kurfürsten gefördert und umgebaut. Den Einfluss der Jesuiten, die von vielen Aufklärern abgelehnt wurden, drängte er jedoch nicht zurück. Dies kennzeichnet, dass die Aufklärung in kirchlichen Fragen unter Erzbischof Johann Friedrich Karl nicht aufleben konnte. Unter Aufklärern galt das Erzbistum daher als rückständig und reaktionär.
Das Stadtbild erfuhr zur Zeit Osteins große Veränderungen. So wurde 1752 das Kurfürstliche Schloss weitgehend fertiggestellt. Außerdem wurden die Neubauten von St. Peter und der Jesuitenkirche, von 1742 bis 1746 im Auftrag durch Balthasar Neumann errichtet, sowie der Osteiner Hof und der Bassenheimer Hof am Schillerplatz.
Johann Friedrich Karl von Ostein starb am 4. Juni 1763 und wurde im Mainzer Dom begraben.